# Joaquin Buckley
Joaquin Yuconri Buckley (Saint Louis, 27 aprile 1994) è un artista marziale misto statunitense. Combatte nella divisione dei pesi welter per la promozione statunitense UFC.
Combattente professionista dal 2014, in passato ha combattuto anche per la Bellator MMA e la Legacy Fighting Alliance.

## Biografia
Buckley è nato e cresciuto a St. Louis, Missouri. Buckley e sua madre hanno vissuto nella casa di sua nonna per la maggior parte della sua giovinezza. La madre di Buckley è morta a causa di una condizione cardiaca quando lui era in prima media. Ha iniziato a lottare alla Marquette High School, diventando sempre più interessato alle arti marziali miste, e alla fine ha iniziato ad allenarsi in essa dopo la laurea.

## Carriera nelle arti marziali miste

### Inizio carriera
Iniziando la sua carriera professionale nel 2014, Buckley ha collezionato un record di 10-2 combattendo per lo Shamrock FC, nella Bellator MMA e nella Legacy Fighting Alliance . Durante quel periodo, ha affrontato in particolare Logan Storley il 13 aprile 2018, a Bellator 197. Ha perso il combattimento con decisione unanime. Dopo due vittorie consecutive in LFA, Buckley ha firmato per l’UFC.

### Ultimate Fighting Championship
Buckley fece il suo debutto in UFC contro Kevin Holland l'8 agosto 2020, a UFC Fight Night 174, appena una settimana dopo aver raccolto una vittoria in LFA. Ha perso il combattimento per ko tecnico alla terza ripresa.
Un incontro dei pesi medi tra Abu Azaitar e Joaquin Buckley si sarebbe dovuto svolgere l’11 ottobre 2020, a UFC Fight Night: Moraes vs. Sandhagen. Tuttavia, Azaitar si ritirò il 26 settembre per ragioni non divulgate e fu sostituito da Impa Kasanganay . Buckley vinse l'incontro per KO nella seconda ripresa, dopo aver colpito Kasanganay con un calcio rotante in salto. Per questo KO, Buckley non solo si è aggiudicato il bonus Performance of the Night, ma il video della sua vittoria è diventato virale su Internet. Il tweet dell'UFC con il video del KO è stato il tweet con più like (359.000), più ritwittato (143.000) e più visualizzato (12,8 milioni) nella storia dell'UFC. Il knockout è diventato il video UFC più visto di sempre su Instagram, con oltre 17,8 milioni di visualizzazioni. Attraverso tre tweet, tre post su Instagram, quattro post su Facebook e un video su TikTok, il video del knockout di Buckley ha generato più di 65 milioni di visualizzazioni e 83 milioni di impressioni per l'UFC. Il rapper Kanye West ha addirittura utilizzato il filmato del knockout per promuovere l'uscita di una nuova canzone.
In un rapido ritorno all'ottagono, Buckley ha affrontato Jordan Wright a UFC 255 il 21 novembre 2020. Ha vinto il combattimento per KO alla seconda ripresa. Questa vittoria gli è valso il riconoscimento di Performance of the Night .
Buckley ha affrontato Alessio Di Chirico il 16 gennaio 2021, a UFC on ABC 1 . Ha perso il combattimento alla prima ripresa per KO con un calcio alla testa .
Buckley ha affrontato Antônio Arroyo il 18 settembre 2021, a UFC Fight Night: Smith vs. Spann . Ha vinto il combattimento per KO alla terza ripresa. Questa vittoria gli è valso il riconoscimentoPerformance of the Night .
Buckley avrebbe dovuto affrontare Abdul Razak Alhassan il 15 gennaio 2022, a UFC on ESPN 32. Tuttavia, l'abbinamento è stato annullato dopo che Alhassan si è ritirato per ragioni non divulgate e la coppia è stata riprogrammata per UFC Fight Night 201. Buckley ha vinto il combattimento per decisione non unanime.
Buckley avrebbe dovuto affrontare Abusupiyan Magomedov il 4 giugno 2022 a UFC Fight Night 207. Tuttavia, l'incontro è stato annullato per ragioni sconosciute.
Buckley ha affrontato Albert Duraev il 18 giugno 2022 a UFC on ESPN 37. Ha vinto il combattimento tramite KO tecnico prima della terza ripresa dopo che il medico a bordo ring ha interrotto il combattimento a causa del gonfiore degli occhi di Duraev. Questa vittoria gli valse il suo quarto riconoscimento di Performance of the Night.
Buckley ha affrontato Nassourdine Imavov il 3 settembre 2022, a UFC Fight Night 209. Ha perso il combattimento per decisione unanime.
Buckley ha affrontato Chris Curtis il 10 dicembre 2022, a UFC 282. Ha perso il combattimento per KO tecnico alla seconda ripresa.
Buckley ha affrontato André Fialho il 20 maggio 2023, a UFC Fight Night 223. Ha vinto il combattimento per KO tecnico alla seconda ripresa.
Buckley ha affrontato Alex Morono il 7 ottobre 2023, a UFC Fight Night 229. Ha vinto il combattimento per decisione unanime.
Buckley ha affrontato Vicente Luque il 30 marzo 2024, all'UFC su ESPN 54, come sostituto dell'infortunato Sean Brady . Ha vinto il combattimento per KO tecnico alla seconda ripresa.
Buckley ha affrontato Nursulton Ruziboev l'11 maggio 2024, a UFC su ESPN 56. Ha vinto il combattimento per decisione unanime.
Buckley ha affrontato l'ex sfidante al titolo dei pesi welter UFC Stephen Thompson il 5 ottobre 2024 a UFC 307. Ha vinto il combattimento per KO alla terza ripresa. Questo combattimento gli è valso un altro riconoscimento di Performance of the Night .
Buckley avrebbe dovuto affrontare Ian Machado Garry il 14 dicembre 2024, a UFC on ESPN 63. Tuttavia, Garry fu ritirato per combattere contro Shavkat Rakhmonov a UFC 310 e fu sostituito dall'ex campione ad interim Colby Covington . Buckley vinse il combattimento per KO tecnico a seguito dell'interruzione del combattimento da parte di un medico a causa di un taglio sopra l'occhio di Covington alla terza ripresa.